# Браїлів (селище)
Браї́лів — селище (до 2024 року — смт) в Україні, у Жмеринській міській громаді Жмеринського району Вінницької області.

## Географія
Селище розташоване за 40 км від обласного центру, на річці Рів (притока Південного Бугу). Селищем протікає також річка Брага (притока річки Рів).

## Історія
Пелагія Печихвостська, дружина Яна Бокія Печи-хвостського, заснувала містечко Браїлів у 1594 р. Частково містечко почали заселяти з вотчин Махнівки та Сьомаків, а наприкінці XVI ст. у Браїлів переселилося ряд сімей із Галичини
У 1594 році Браїлів витримав турецьку осаду, після чого  польське військо разом з козацькими загонами та прибувшими на допомогу молдавськими воїнами розгромили турків.
За часів Богдана Хмельницького Браїлів перетворюється на сотенне містечко.

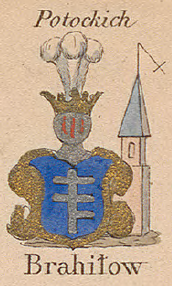
Браїлів Потоцьких на мапі Зигмунда Герстмана

Наприкінці 1666 року Себастьян Маховський командував 6-тисячною дивізією, яка була розміщена на Брацлавщині, вирішив не допустити гетьмана Петра Дорошенка, яку 9 грудня в бою під Браїловом було ним розгромлено.
Франциск Салезій Потоцький у 1740 році засновує костел із кляштором ор. тринітаріїв. Завершив будівництво нового кам'яного кляштору у 1778 року його син Станіслав Щенсний Потоцький.
На початку 19 століття Браїлів переходить від Потоцьких до Петра Юковського. Той 1868 року продав маєток відомому залізничному підприємцю Карлу Федоровичу фон Мекку. Його дружина Надія Філаретівна була пристрасною шанувальницею таланту Петра Чайковського. Ця обставина пов'язала історію містечка з життям видатного композитора.
1876 року Надія фон Мекк заочно зробила невелике музичне замовлення Петру Іллічу. Поміж ними зав'язалося листування, яке поклало початок дружбі. Вони ніколи не зустрічалися, не розмовляли одне з одним — таке було їхнє спільне бажання. Тепле та змістовне листування тривало 13 років.
Осінь 1877 р. була важким періодом у житті Чайковського: розлучення, фінансові проблеми. Директор Московської консерваторії Микола Рубінштейн розповів про негаразди, які спіткали генія, Надії Філаретівні — і багата меценатка запропонувала Петру Іллічу щорічну субсидію в 6000 карбованців доти, аж поки він не повернеться в консерваторію. Гроші ці композитор отримував протягом всіх наступних років листування, що дало йому змогу вести незалежний спосіб життя.
Навесні 1878 року Чайковський отримав запрошення приїхати до Браїлова — і відразу ж погодився. Усе тут було створене для творчості: чудовий рояль, фісгармонія, ноти та книги. У Браїлові написані перша оркестрова сюїта, опера «Орлеанська діва», п'єси для скрипки, 7 романсів (серед них — «То було ранньою весною», «Средь шумного бала»), серенада Дон Жуана на слова Олексія Толстого, «Пімпінелла». Наступного року Петро Чайковський знову був у Браїлові. У серпні 1879 року він три тижні мешкав на сусідньому хуторі Сьомаки. Улітку 1880 року Чайковський востаннє приїхав сюди. У Сьомаках він написав сім романсів на слова різних авторів.
А влітку 1881 року у Браїлові жив тоді ще молодий французький музикант Клод Дебюссі, якого запросили як домашнього піаніста. Знайомство з родиною фон Мекк мало надзвичайно велике значення в його житті: адже майже все, що створив до того часу Петро Чайковський, звучало в цьому палаці. Дебюссі пам'ятав про це.
12 червня 2020 року, відповідно до Розпорядження Кабінету Міністрів України від  № 707-р «Про визначення адміністративних центрів та затвердження територій територіальних громад Вінницької області», увійшло до складу Жмеринської міської громади.
19 липня 2020 року, в результаті адміністративно-територіальної реформи та ліквідації Жмеринського району (1923—2020), село увійшло до складу новоутвореного Жмеринського району.

## Економіка
- Цукровий завод ТОВ «Кристал», побудований в 1845 р. (не працює);
- ПП «АГРО-ВІЛАМ» (сільське господарство);
- ТОВ «Агро-Кряж-1» (сільське господарство);
- ПАТ «Браїлівське» (сільське господарство);
- Сокоморсовий завод, входить до промислового об'єднання «Укрлікергорілка». (не працює);
- ТОВ "Швейна фабрика «Браїлівчанка», відкрита 1937 р;
- Хлібозавод (не працює);
- Комбікормовий завод, від 1970 р. (не працює)
- Цех із виробництва цегли ТОВ «Кристал»;
- ДП «Монтажник» ТД «Валінор» (газорозподільне підприємство);
- ТОВ «Вінниця — Біо-Енерджі» (виробництво пелет із соломи);
- Комунальне підприємство «Браїлів-комунсервіс» (водопостачання, водовідведення, вивезення твердих побутових відходів);
- Браїлівська гідроелектростанція;

### Копалини
В околицях селища є поклади вапняку, який за відповідної обробки дає вапно найвищого ґатунку, у кристалічних породах знайдено кордієрит (не видобувається).

## Транспорт
Поблизу селища розташована залізнична станція Браїлів та залізнична платформа Козачівка.
На станції зупиняються приміські електропоїзди Козятин — Вінниця — Жмеринка та деякі регіональні поїзди.

## Релігія
З 2002 року в Браїлові відбуваються молитовні чування вірних католицької церкви перед чудотворною статуєю Ісуса Назарянського в однойменному Санктуарії. На молитву прибувають паломники з усієї України. Чування проходять в ніч з 6 на 7 серпня, тобто починаються на свято Преображення Господнього і закінчуються на день спомину св. Каетана .
У приміщеннях бувшого монастиря ордену Тринитаріїв розташований жіночий Свято-Троїцький монастир УПЦ МП. Монастир відомий чудотворними іконами - копією Ченстоховської ікони та іншими. Будівля монастиря є візитівкою селища.
У 1897 році більше ніж 43% населення містечка становили євреї, тому у Браїлові було декілька синагог. Станом на 2012 рік у селищі жив один єврей. На сьогодні збереглися будівлі "Старої" та "Нової" синагог, Талмуд-Тори та єврейської школи.

## Пам'ятні місця
- Церква Апостола Андрія Першозванного  ПЦУ
- Петро-Павлівська церква УПЦ
- Церква Івана Богослова УПЦ
- Свято-Троїцький жіночий монастир УПЦ
- Костел Монастир Отців Місіонерів Салетинів у Браїлові[12] Санктуарій Ісуса Назарянського — Браїлів
- Синагога (непрацююча)
- Музей Чайковського і фон Мекк (Палац фон Мекк)
- Костел-капличка на території католицького кладовища
- Літературно-меморіальний музей В. О. Забаштанського
- Пам'ятник воїнам-землякам, що загинули в роки Другої світової війни, скульптор А. Німенко
- Пам'ятник воїнам-інтернаціоналістам, що загинули під час війни в Афганістані 1979—1989 рр.
- Місцевості Браїлова: Центральна частина-Місто, Козачівка, Чмелівка, Сукачівка, Гуральня, Станція, Москалівка, Совхоз, Політодєл, Завалля, Завод та Володимирівка.

## Пам'ятки природи
- Браїлівський парк
- На схід від Браїлова розташований ландшафтний заказник — Володимирська Дубина
- Скеля Чайковського

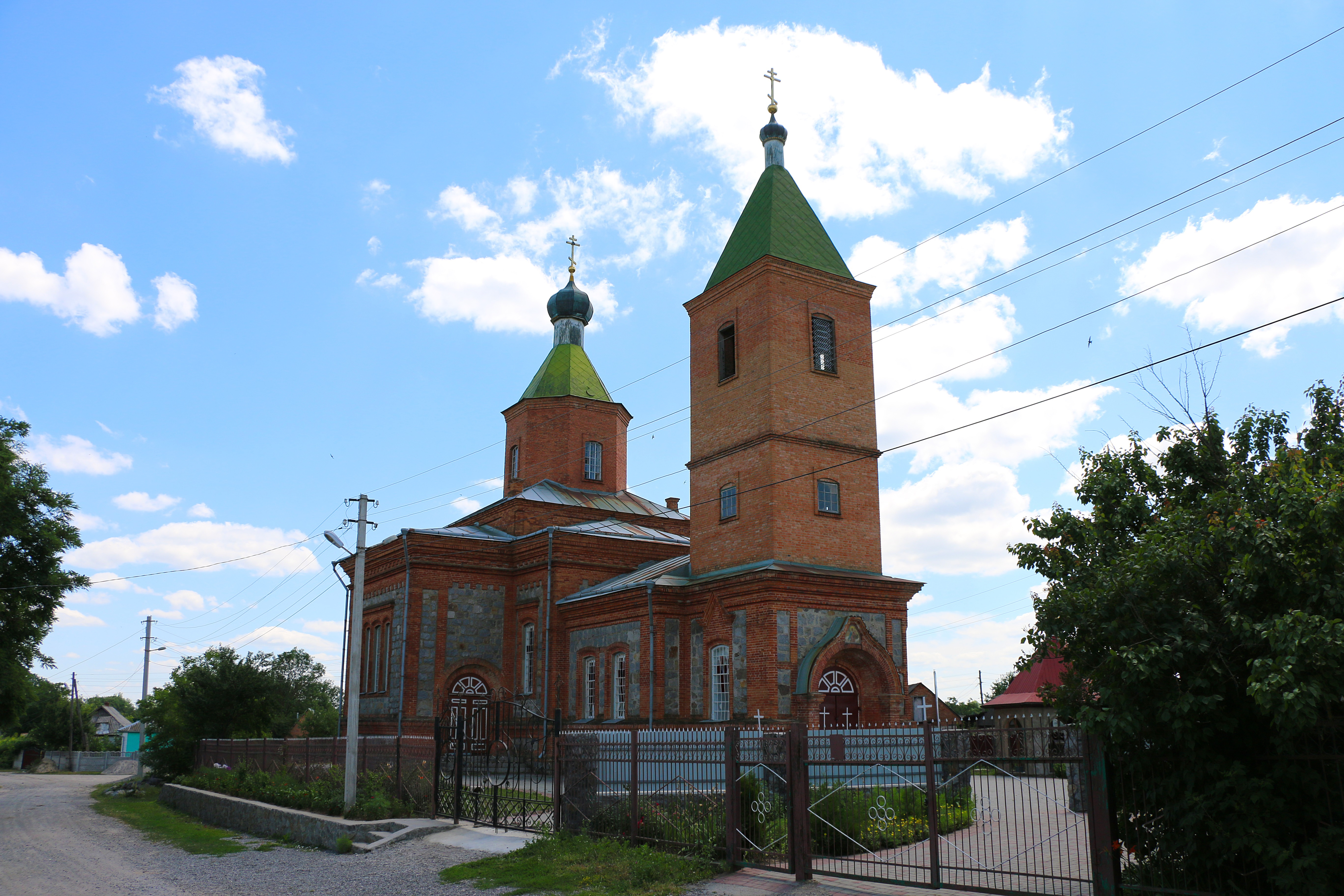
Церква Іоана Богослова
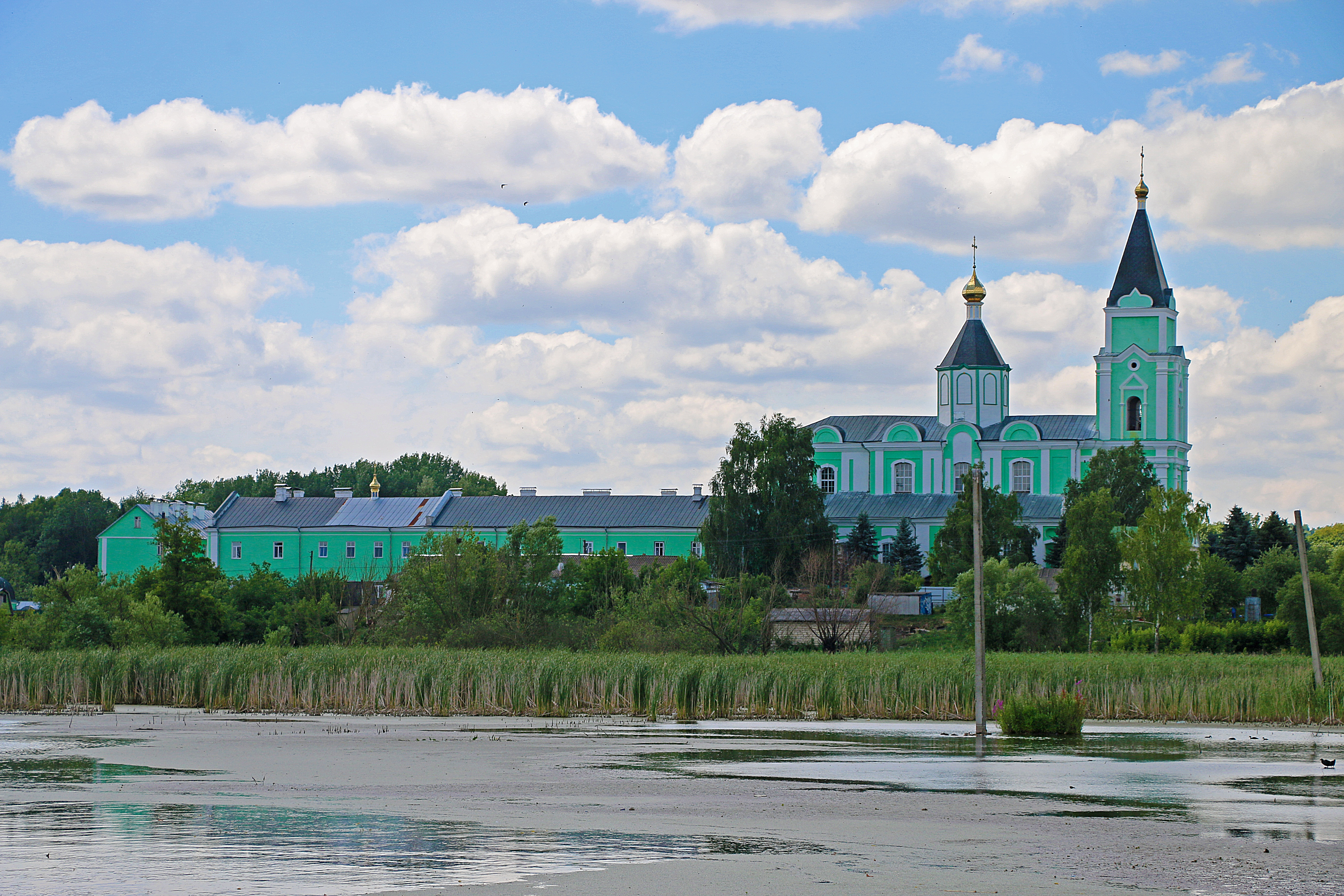
Свято-Троїцький жіночий монастир
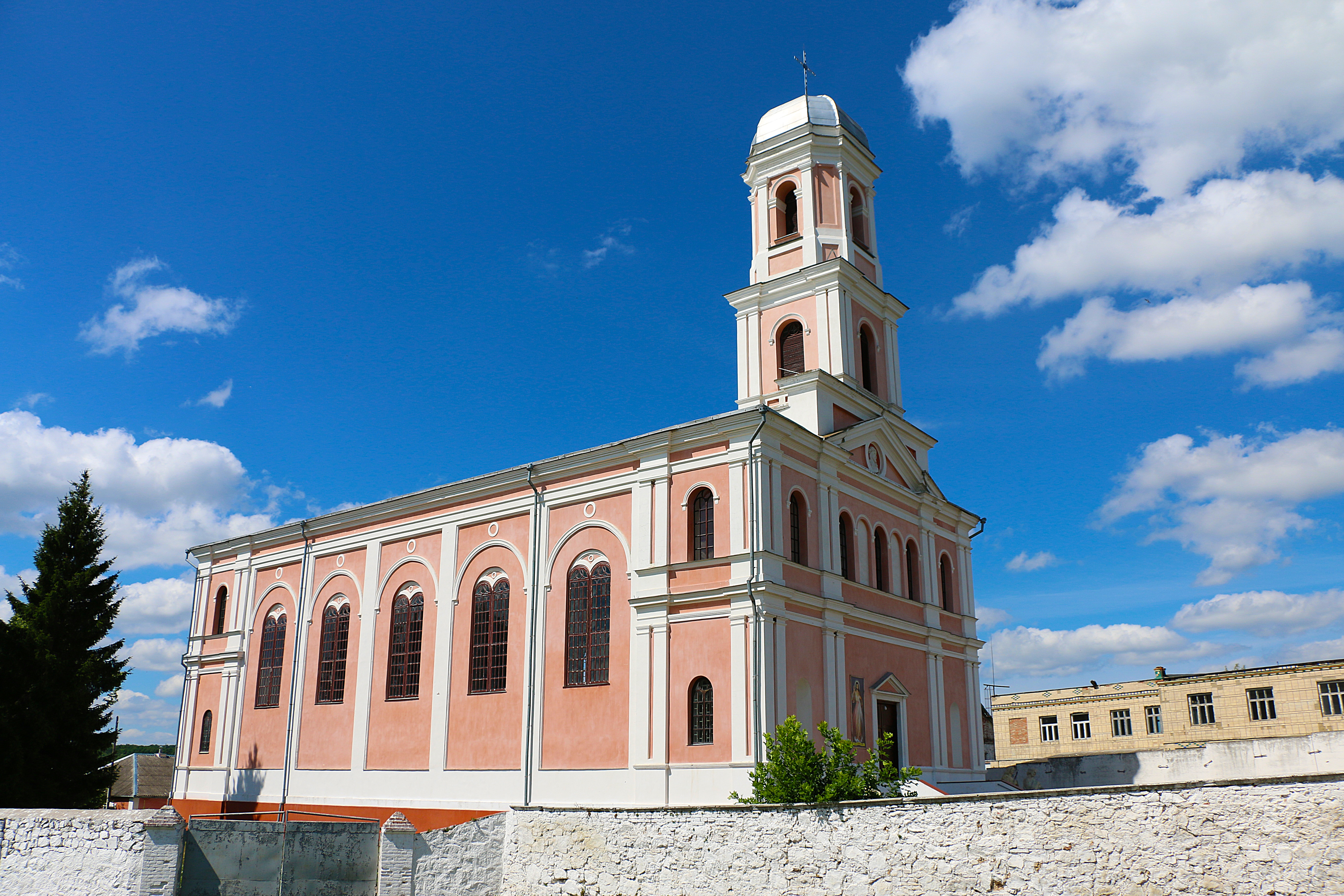
Костел
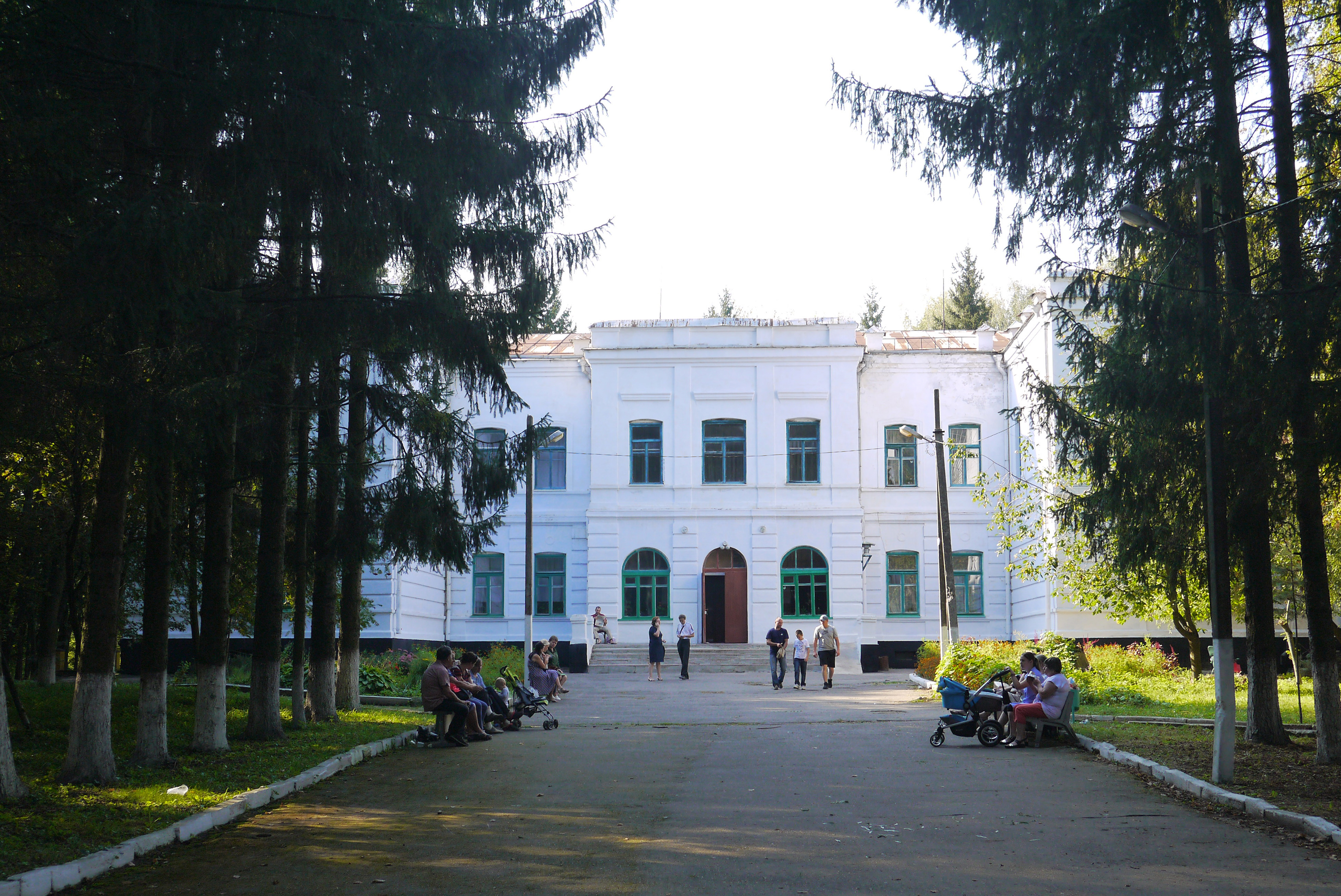
Палац фон Мекк
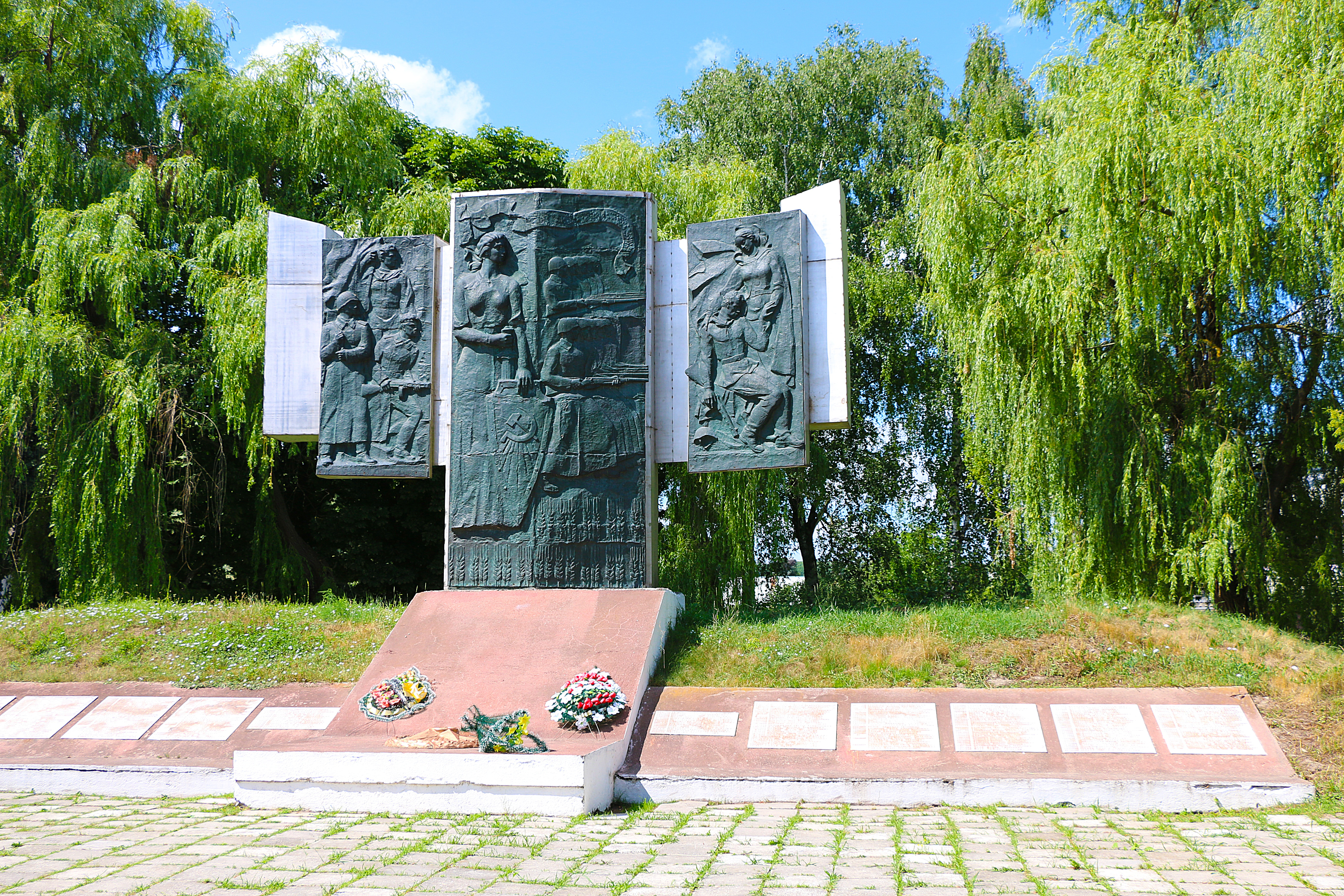
Пам'ятник 280 воїнам–односельчанам, загиблим під час німецько-радянської війни
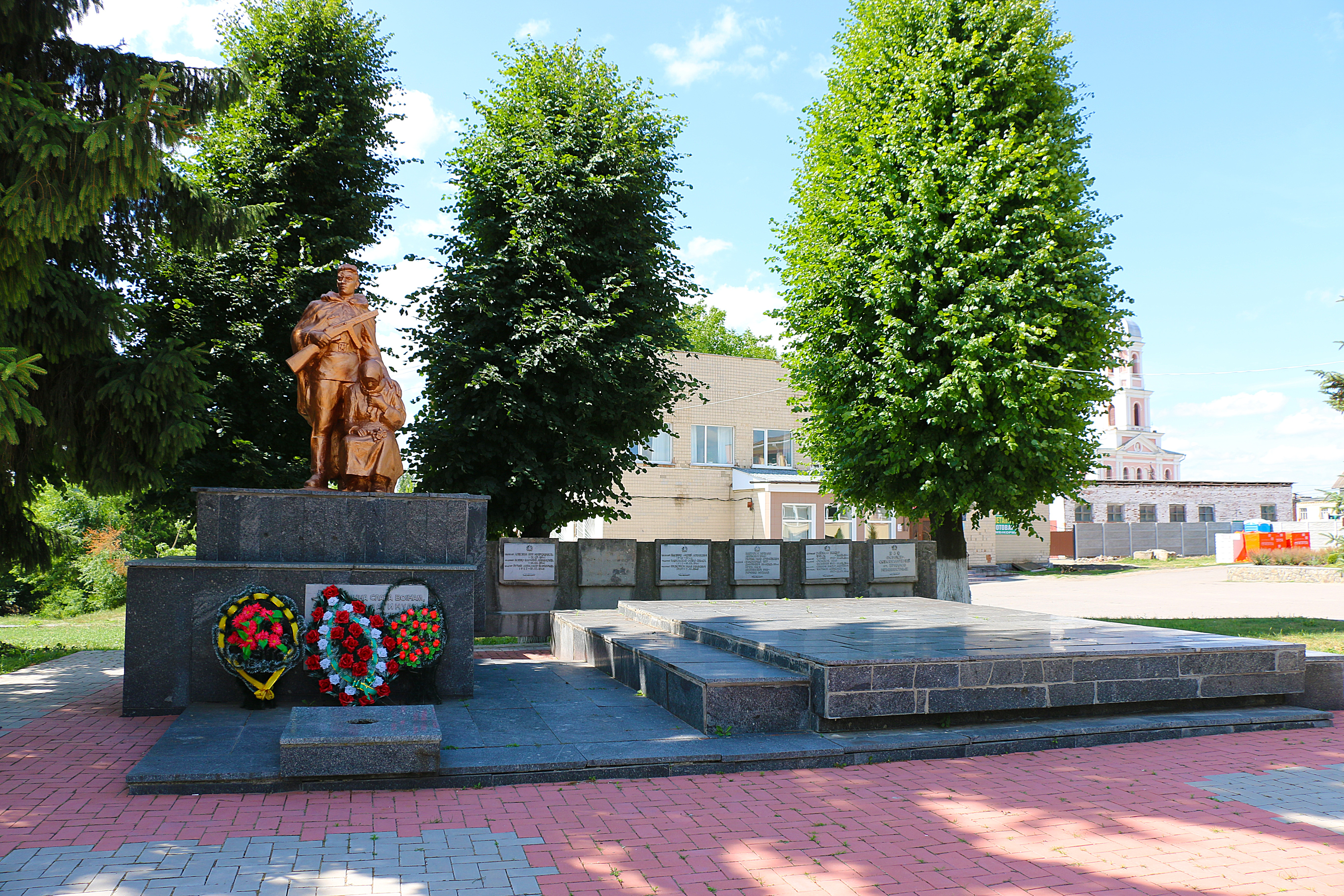
Братська могила 248 радянських воїнів, загиблих під час звільнення селища
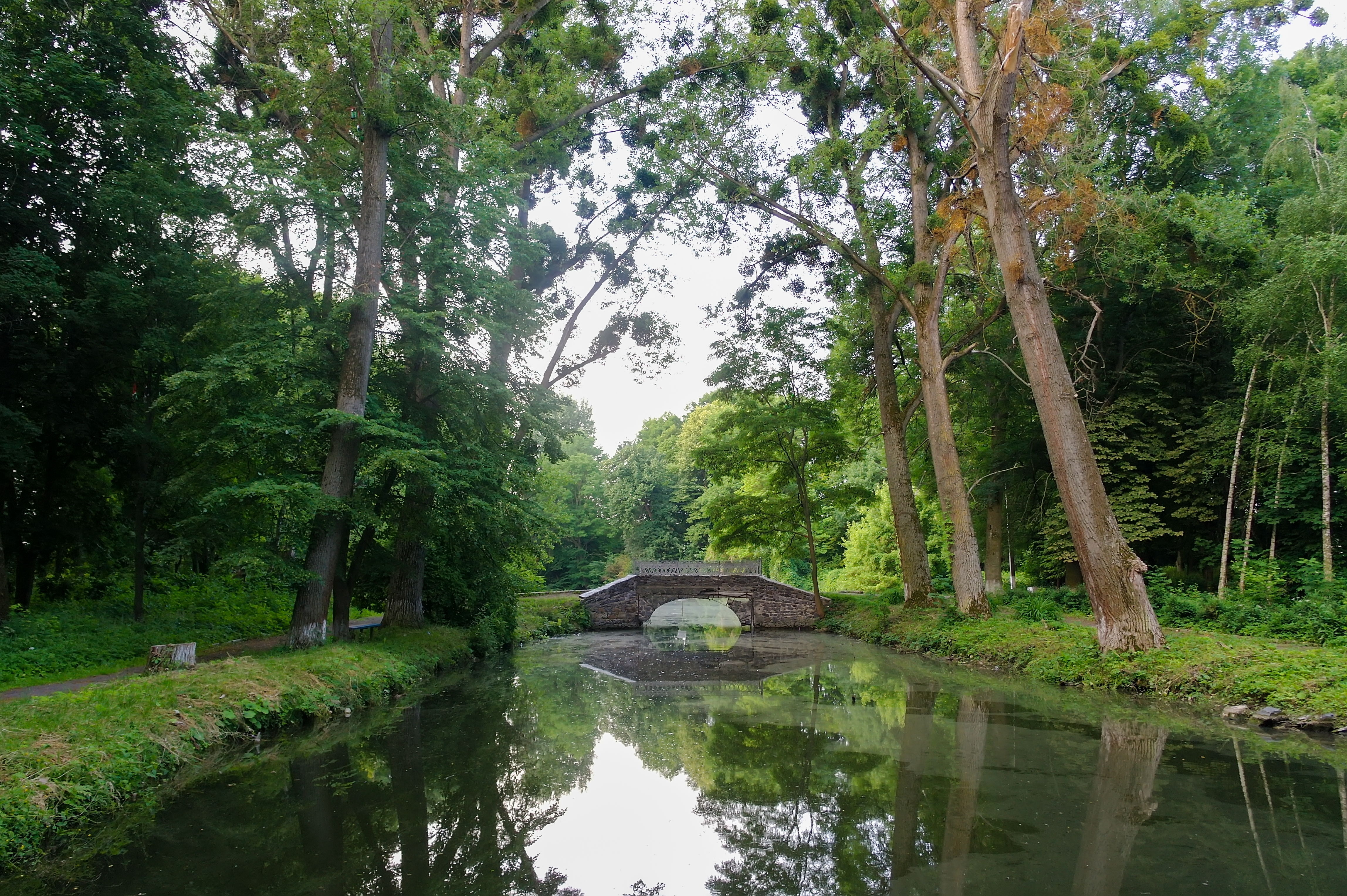
Браїлівський парк

## Відомі люди
- Вигрівач Дмитро Володимирович (? — 2022) — молодший сержант Збройних сил України; учасник російсько-української війни.
- Гнатенко Костянтин Костянтинович (1961) — український поет, публіцист, телеведучий, співак, композитор, шоумен;
- Забаштанський Володимир Омелянович (1940—2001) — український поет, перекладач, лауреат Шевченківської премії;
- Загрійчук Анатолій Леонідович (1951—2014) — український письменник, священник, педагог;
- Новицький Михайло Валентинович (1963) рос. актор, музикант, художник, громадський діяч;
- Ісраель Галілі (1911—1986) — ізраїльський політик, міністр уряду та член Кнесету.
- Полянський Артем Ігорович (1998—2022) — солдат Збройних сил України, учасник російсько-української війни.
- Романюк Олександр Никифорович (1958-)- Заслужений діяч науки і техніки України, доктор технічний наук, професор
- Христюк Ярослав Андрійович — молодший сержант Збройних сил України, учасник російсько-української війни.

## Цікаві факти
- «Camino Podolico» — це подільський шлях святого Якова, який поєднує міста: Вінниця, Бар та Кам'янець-Подільський, а також шлях включає Браїлів, як один з етапів маршруту.[13]
- Від назви селища походять такі прізвища, як Браїловський і Брайловський.